# Lydia Kavoa
Pas d'image ? Cliquez ici

a Compétitions nationales et continentales officielles uniquement.

b Matchs officiels uniquement.
Dernière mise à jour le 15 avril 2025.
Lydia Kavoa, née le 8 novembre 1993 en Nouvelle-Zélande, est une joueuse internationale australienne de rugby à XV évoluant aux postes de troisième ligne centre ou de pilier.

## Biographie
Lydia Kavoa naît le 8 novembre 1993 en Nouvelle-Zélande. Elle joue en 2024 au club du Eastern Suburbs RUFC.
Elle a, à la fin de l'été 2024, une seule sélection en équipe d'Australie quand elle est retenue pour le WXV 2 en Afrique du Sud.

## Palmarès
- Vainqueur du WXV 2 en 2024.